# Léonard Gaubert
Léonard Anne Gaubert est un homme politique français né le 7 avril 1751 à Clermont-Ferrand (Puy-de-Dôme) et mort le 2 décembre 1816 à Lezoux (Puy-de-Dôme).
Procureur syndic du district de Thiers, il est député du Puy-de-Dôme de 1791 à 1792, siégeant dans la majorité. Il est ensuite juge de paix du canton de Lezoux puis juge au tribunal civil de Thiers en 1800, avant de retrouver sa place de juge de paix.

## Sources
- « Léonard Gaubert », dans Adolphe Robert et Gaston Cougny, Dictionnaire des parlementaires français, Edgar Bourloton, 1889-1891 [détail de l’édition]